# Kakatiya-Dynastie

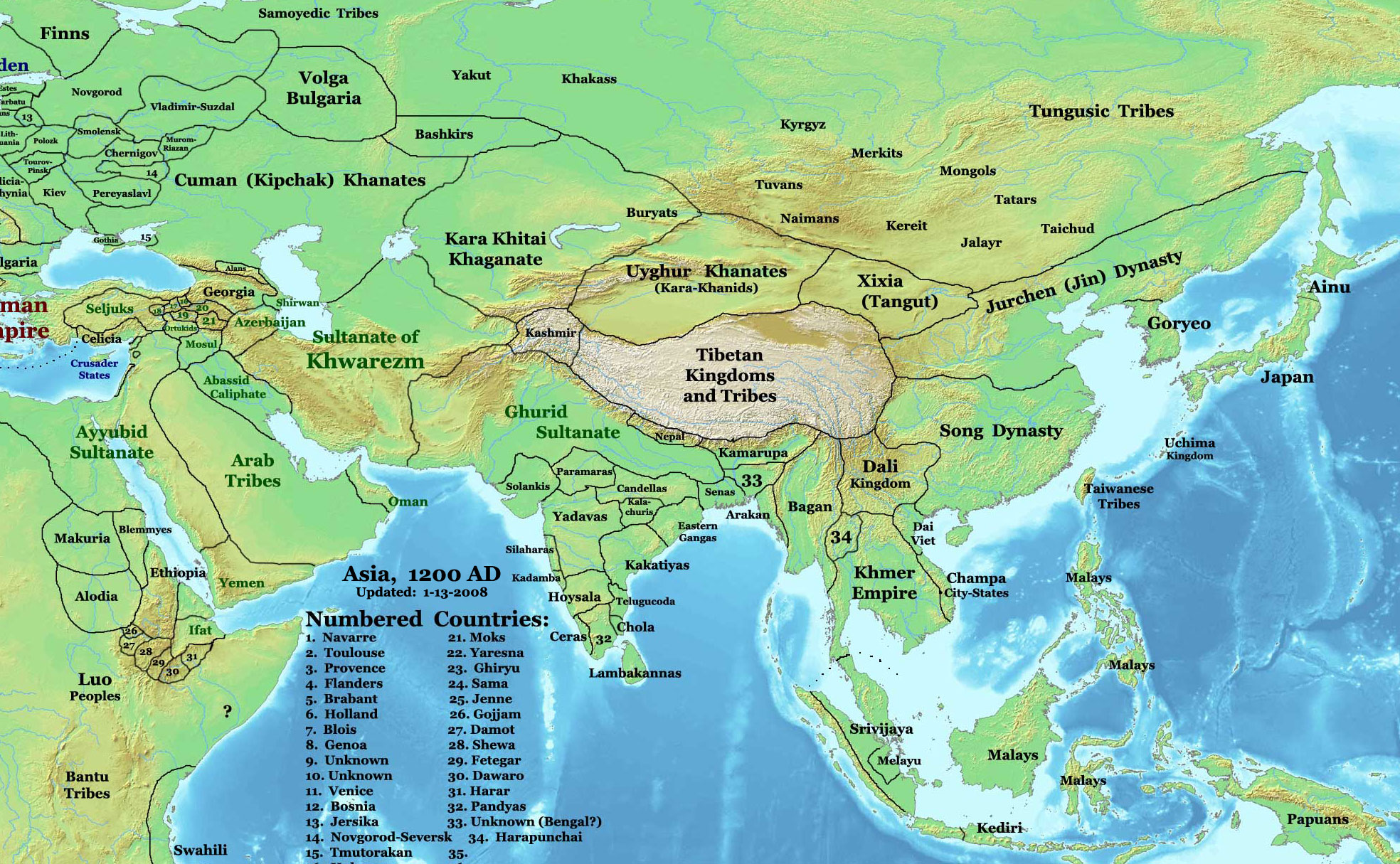
Asien um 1200

Die Kakatiya-Dynastie war ein in den Jahren 1163 bis 1322 über Teile Südindiens (heutige Bundesstaaten Telangana und Andhra Pradesh und angrenzende Gebiete) herrschendes Geschlecht. Die Hauptstadt ihres Reiches war Orugallu (Warangal).

## Geschichte
Vom 9. bis zur Mitte des 12. Jahrhunderts waren Angehörige der Kakatiyas Vasallen der Rashtrakutas und der Chalukyas. Unter Prataparudra I. übernahmen sie die Herrschergewalt über deren Territorium, das sie in der 1. Hälfte des 13. Jahrhunderts unter Ganapati vergrößern konnten. Sie waren in der Lage, Übergriffe der Seuna-Dynastie und des Sultanats von Delhi abzuwehren, doch im Jahr 1310 belagerten die Truppen des Sultanats unter Malik Kafur erneut Warangal und die Kakatiyas wurden tributpflichtig. Im Jahr 1318 konnten die jährlichen Tribute für Delhi nicht erbracht werden; deshalb wurde der Heerführer Khusrau Khan entsandt, um Ordnung zu schaffen. Ähnliches wiederholte sich drei Jahre später und endete – nach zwischenzeitlichen Erfolgen – mit der Gefangennahme und dem Selbstmord von Prataparudra II.

## Herrscher

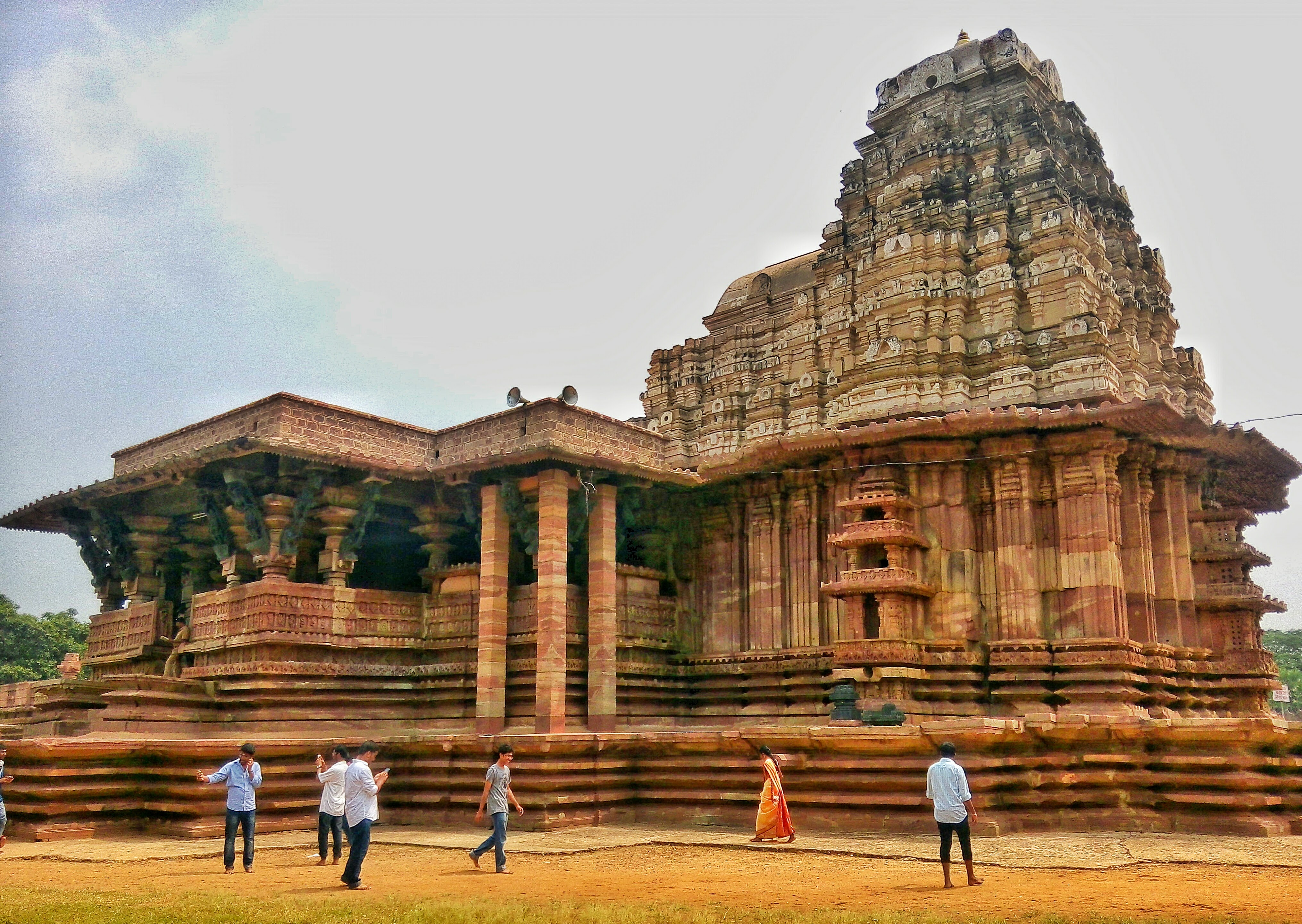
Ramappa-Tempel (um 1213) beim Ort Palampet am Nordende des Ramappa-Lake

- Prataparudra I. (ca. 1163–1195), auch Prola II. genannt
- Mahadeva (ca. 1196–1199)
- Ganapati (ca. 1199–1262)
- Rudrama Devi (ca. 1262–1289)
- Prataparudra II. (ca. 1289–1323)

## Bauten
Die Ruinen von Warangal und Kota Gullu sowie der nur geringfügig restaurierte Ramappa-Tempel legen Zeugnis ab von den künstlerischen Leistungen der Steinmetze und Bildhauer unter der Kakatiya-Dynastie, die allerdings auf denen ihrer Vorgänger, v. a. den Chalukyas, aufbauen konnten.

## Sonstiges
- Der Koh-i-Noor-Diamant befand sich um das Jahr 1300 längere Zeit im Besitz der Kakatiya-Dynastie.
- An den Namen der Dynastie erinnert die im Jahr 1976 gegründete Kakatiya-Universität in Warangal.